# Robin Trower
Robin Leonard Trower (Catford, 9 maart 1945) is een Brits gitarist, in eerste instantie succesvol met Procol Harum en daarna met zijn eigen trio, de Robin Trower Band.

## Leven

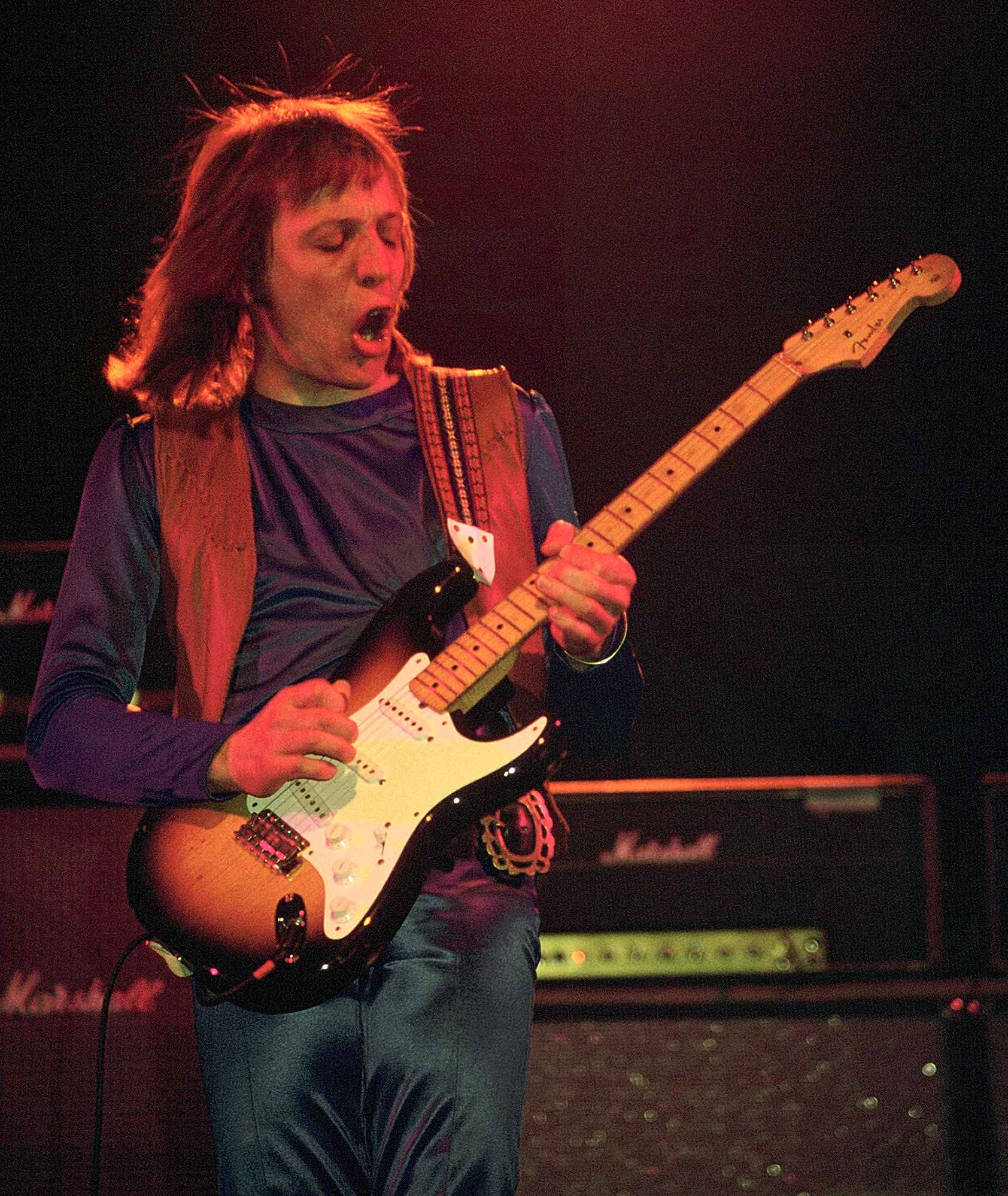
Trower aan het begin van zijn solocarrière

Trower groeide op langs de kust bij Southend-on-Sea in Essex. Op zeventienjarige leeftijd richtte hij de muziekgroep The Paramounts op, waar plaatsgenoot Gary Brooker zich later bij aansloot. Na vier jaar (1966) viel het bandje uit elkaar. Trower richtte toen The Jam, niet te verwarren met The Jam, op, een band uit drie leden, een samenstelling die later het handelsmerk van Trower werd. Brooker had inmiddels een band opgericht met de naam Procol Harum en vroeg oude vriend Trower om toe te treden. Trower deed dit in 1967 en verliet de band in 1972. Hij werd vervangen door Dave Ball en Trower richtte zich weer op het triowerk. Daarbij verliet hij eigenlijk de popmuziek en kwam terecht in de blueswereld, waarbij zijn gitaarspel sterke gelijkenis vertoonde met dat van Jimi Hendrix. Eerste bandnaam was Jude met Frankie Miller (zang), James Dewar (basgitaar) en Clive Bunker (slagwerk), de laatste was afkomstig uit Jethro Tull. Tot een plaatopname kwam het niet, de band viel uit elkaar.
Een tweede poging werd gedaan onder de bandnaam Robin Trower Band, een trio bestaande uit Trower, Dewar en drummer Reg Isidore; het is dan 1973. De eerste drie albums onder de bandnaam werden geproduceerd door Matthew Fisher, ex-Procol Harum, die inmiddels een langlopend conflict met Brooker kreeg omtrent de rechten van de hits van Procol Harum. Deze drie albums, waarvan Bridge of Sighs (brug der zuchten) het bekendste werd, lieten weliswaar een eigen geluid horen, maar Trower kreeg steeds vaker het verwijt een kopie te worden van Hendrix, het zou hem zijn (muzikale) leven lang achtervolgen.
Waarschijnlijk onder invloed van de punkbeweging probeerde Trower in de loop der jaren los te komen van het steeds maar verder produceren van de muziek in plaats van te musiceren. Hij zei: “I am spending much more time and energy and effort on writing and arranging the material," zei hij toen en voegde toe: "I think music today is suffering greatly from a cleanness. It's too set, too pat, too clever, there's not enough spontaneity." Het had wel als resultaat dat zijn albums vanaf In City Dreams minder verkochten, het was zijn laatste album waarvoor hij een gouden plaat kreeg. Toen de punkbeweging weer op haar retour was, trok Trower weer op met (toen al) veteraan Jack Bruce (van Cream) en met zijn vertrouwde slagwerkers Isidore en diens vervanger Bill Lordan.
Vanaf dan speelde Trower alleen nog voor een vaste tijd in combinatie met anderen: de samenstelling van de groep rondom hem wisselde steeds, oude vrienden zoals Bruce kwamen en gingen, maar ook Dave Bronze (ook ex-Procol Harum) en Davey Pattison uit Gamma tourden met hem voor een kortere of langere periode. In 2006 werden opnamen gemaakt van een optreden in Bonn, ter gelegenheid van zijn zestigste verjaardag. Opnamen gemaakt door de Duitse WDR verschenen zowel op dvd als op cd: Living out of Time: Live. In 2007 speelde Trower weer samen met Bruce en kwam met het muziekalbum Seven Moons, nu met gelegenheidsdrummer Gary Husband, ook al veteraan.

## Muziek

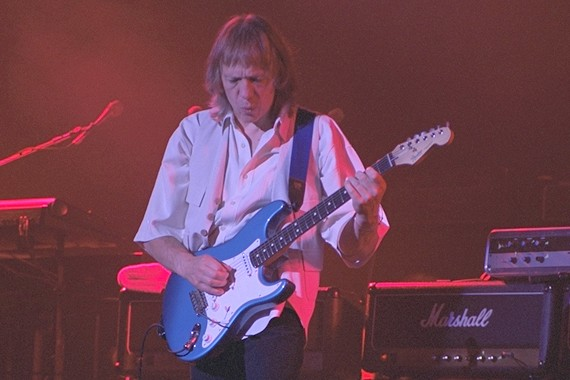
Trower in 2008

Trower bespeelt van jongs af aan de Fender Stratocaster, en Fender heeft een signature Robin Trower gitaar gefabriceerd.

## Discografie

### Met Procol Harum
- 1967 Procol Harum
- 1968 Shine on Brightly
- 1969 A Salty Dog
- 1970 Ain't Nothin' to Get Excited About (leden van Procol Harum, onder de naam Liquorice John Death)
- 1970 Home
- 1971 Broken Barricades
- 1991 The Prodigal Stranger (reüniea;bum)
- 1995 The Long Goodbye (idem)

### Met Robin Trower Band
- 1973 Twice Removed from Yesterday
- 1974 Bridge of Sighs
- 1975 For Earth Below
- 1976 Robin Trower Live
- 1976 Long Misty Days
- 1977 In City Dreams
- 1978 Caravan to Midnight
- 1979 Victims of the Fury
- 1983 Back It Up
- 1985 Beyond the Mist
- 1987 Passion
- 1988 Take What You Need
- 1990 In the Line of Fire
- 1991 Essential
- 1994 20th Century Blues
- 1995 Live in Concert
- 1996 In Concert
- 1997 Someday Blues
- 1999 This Was Now '74-'98
- 2000 Go My Way
- 2004 Living Out of Time
- 2005 Living Out Of Time: Live (Ook verkrijgbaar op dvd)
- 2005 Another Days Blues
- 2008 RT@RO.08
- 2009 What Lies Beneath
- 2010 The Playful Heart
- 2013 Roots and Branches
- 2014 Something's About To Change
- 2016 Where you are going to
- 2017 Time and Emotion
- 2019 Coming Closer to the Day
- 2020 United State of Mind

### Met Bryan Ferry
- 1993 Taxi (Bryan Ferry Band)
- 2000 Mamouna (Ferry)
- 2007 Dylanesque (Bryan Ferry Band)

### Met Jack Bruce
- 1981 B.L.T.
- 1982 Truce
- 1989 No Stopping Anytime (compilation)
- 2008 Seven Moons
- 2009 Seven Moons Live (cd en dvd)